# Edgardo Devita
Edgardo Devita (Buenos Aires, 10 de febrero de 1958) es un escritor y periodista argentino.

## Biografía
Se crio en la ciudad de San Antonio de Padua, provincia de Buenos Aires, donde actualmente vive. Estudió en la Escuela de Periodismo del Círculo de Periodistas Deportivos y se desempeñó como periodista deportivo en DyN, agencia de noticias del Grupo Clarín, y en los diarios Tiempo Argentino y Sur. Fue becario de la Fundación Rotary Internacional y director de la revista Calidad. Como crítico literiario, colaboró en los programas Café Literio en AM 110 Radio Ciudad (2004) y Fusiles y Caramelos, por FM En Tránsito 93.9 (2011). 
Como periodista deportivo y relator de fútbol trabajó en Radio Splendid ( Carlos Parnisari) Radio del Pueblo, Buenos Aires y Libertad (Miguel A De Renzis, La Red (Jorge Bullrich) Splendid, Colonia (Humberto Dátola) Splendid (Horacio Salatino) Fue. relator de la campaña de Nueva Chicago de 1990 a 1998 en FN 93.1 Frecuencia Especial junto a Julio Axel.
En 2007 fue productor del Programa Glorias del Ascenso en A24 TV de Telecentro teniendo como periodista invitado a Javier Luis. Pasó luego a Cablevisión Oeste siendo acompañado por Pablo Legnani (2007 2009) y Osvaldo Guerra (2009 2012); el ciclo realizó más de 400 programas por las que pasaron los más importantes figuras del fútbol de ascenso).  En 2012 fue productor del programa Panorama Bonaerense en Cablevisión Oeste junto a Juan Paulenko
Actualmente el director de un portal digital llamado Merlo en Línea en el que publica información política y social de  ese distrito de la provincia de Buenos Aires.
Como bajista fue miembro fundador en 1978 del entonces cuarteto Fantasía junto a Gabriel Macciocco, Luis Viola, y Leonardo Romero, dejó el grupo cuando  éste se transformó en dúo y al tiempo abandonó la música para dedicarse al periodismo.
Más de veinte años después retomó a la actividad musical. Formó el quinteto de blues Tripolares y luego se dedicó a tocar en bandas de covers ( reversiones). Integró tres décadas sólo durante tres meses y luego hizo lo mismo en Four Ever Covers  hasta que en 2020 durante la pandemia formó su actual grupo La Balsa Clásicos del rock Nacional junto Mariano Silva, Guidus y Daniel Usqueda  en 2022 Silva dejó la banda y se incorporó Lautaro Bartolomé  en su lugar. Actualmente la banda recorre bares restaurantes y eventos de Gran Buenos Aires ( zona Oeste ) y CABA  revrsionando los mejores éxitos del rock argentino
Su obra literaria se relaciona con la historia argentina, especialmente con el peronismo y el Proceso de Reorganización Nacional. Publicó su primera novela en 2005. Obtuvo menciones en Certámenes de Narrativa en la Fundación Leopoldo Marechal, la Fundación Cátedra, la municipalidad de Hurlingham y la municipalidad de Tres de Febrero.

## Obra
- Imberbes. Esos estúpidos que gritan. Buenos Aires: De los Cuatro Vientos. 2005. ISBN 9875643548.
- Los hijos del general. Morón: Macedonia. 2010. ISBN 9789871962118.